# Pppd
pppd – demon obsługujący protokół połączenia punkt-punkt w systemach Unix i Linux.
Zwykle pppd używany był przy połączeniach wdzwanianych do Internetu. W systemach Linux znajduje się w pakiecie ppp.

## Opis elementów protokółu  PPP realizowanych przez pppd
Protokół  PPP  opisuje metody transmisji datagramów poprzez szeregowe połączenia punkt-do-punktu i składa się z trzech części obsługujących: 
1. transmisję danych w połączeniach szeregowych
2. protokół kontroli połączenia (LCP, od ang. link control protocol)
3. rodzinę protokołów kontroli sieciowej (NCP, od ang. network control protocol) służących do zestawiania i konfigurowania różnych protokołów warstwy sieciowej modelu OSI.

## Etapy łączenia do sieci
Etapy łączenia do sieci realizowane przez pppd:
1. nawiązanie połączenia z modemem
2. próba zestawienia połączenia ze zdalnym serwerem (poprzez modem)
3. uwierzytelnianie CHAP lub PAP
4. pobieranie konfiguracji sieci poprzez IPCP oraz DHCP
5. konfiguracja lokalnych interfejsów sieciowych